# André Frédéric Cournand
André Frédéric Cournand (Parijs, 24 september 1894 – Great Barrington (Massachusetts), 19 februari 1988) was een Frans-Amerikaanse arts en fysioloog. In 1956 kreeg hij samen met Werner Forssmann en Dickinson W. Richards de Nobelprijs voor Fysiologie of Geneeskunde voor het aantonen hoe een katheter kan worden ingebracht in het hart, en het bestuderen van meerdere hartaandoeningen.

## Biografie
De in Parijs geboren Cournand was de zoon van de tandarts Jules Cournand en diens echtgenote Marguérite Weber Cournand. Hij studeerde aan het Lycée Condorcel, waar hij in 1912 zijn baccalaureus verkreeg, en aan de Faculté de Médecine van de Sorbonne alwaar hij in 1914 afstudeerde. Tijdens de Eerste Wereldoorlog diende hij in de loopgraven als legerchirurgijn. Begin jaren 1920 was hij werkzaam aan het Pasteur-instituut en promoveerde in 1930 aan de Universiteit van Parijs.
Cournand emigreerde in 1930 naar de Verenigde Staten, alwaar hij in 1941 de Amerikaanse nationaliteit kreeg. Gedurende het grootste gedeelte van zijn carrière was Cournand docent en vanaf 1951 professor aan het College van Artsen en Chirurgen van de Columbia-universiteit. Daarnaast werkte hij in Bellevue Hospital in New York.
Cournand voerde baanbrekend onderzoek uit naar de circulatie van bloed en voerde studies uit naar de oorzaak en behandeling van hart- en longziektes. Geïnspireerd door het eerdere pionierswerk van de Duitser Werner Forssmann ontwikkelde hij samen met Richards een techniek voor hartkatheterisatie welke gebruikt kon worden in het onderzoek en het diagnosticeren van hartziektes. Voor dit doel richtte hij samen met Richards het Cardio-Pulmonary Laboratory op, waar klinische onderzoekers uit de Verenigde Staten en andere landen werden opgeleid en aan de verdere ontwikkeling werkten van fysiologische methodes met betrekking tot hart en vaatstelsel.